# 青龙宫 (昆明市)
青龙宫位于中国云南省昆明市盘龙区滇源街道（原嵩明县白邑乡）白邑村以北约1千米，现为青龙禅寺的一部分。青龙宫始建年代不详，现有正殿3间，左右厢房各3间，大门一间。正殿上悬挂有陈荣昌手书“盘江之源”木匾，店内有龙王塑像、侍位和蟠柱双龙等。龙宫附近有老龙潭、新龙潭、格来龙潭三泓清泉。青龙宫在清、民国两代均有修葺，文化大革命期间几乎全毁。1978年，当地白邑村居民集资修复。
青龙宫于1985年8月20日被嵩明县人民政府公布为县级文物保护单位，1993年1月3日被昆明市人民政府公布为市级文物保护单位，2012年与滇源街道南营村的黑龙宫一起被云南省人民政府公布为第七批省级文物保护单位。

## 备注
1. ↑  现场文物保护碑介绍中称始建于清朝光绪三十三年（1907年）。